# 博多の梅
博多の梅（はかたのうめ）は、福岡県福岡市南区に所在する風月フーズ株式会社が製造している土産菓子である。
太宰府天満宮の祭りである「曲水の宴」で毎年奉納する神輿に登場する。

## 特徴
福岡県花の梅をかたどるサブレー。花の中央の部分はホワイトチョコレートで作られている。